# Neotropius acutirostris
Neotropius acutirostris är en fiskart som först beskrevs av Day, 1870.  Neotropius acutirostris ingår i släktet Neotropius och familjen Schilbeidae. IUCN kategoriserar arten globalt som livskraftig. Inga underarter finns listade i Catalogue of Life.